# Cadegliano-Viconago

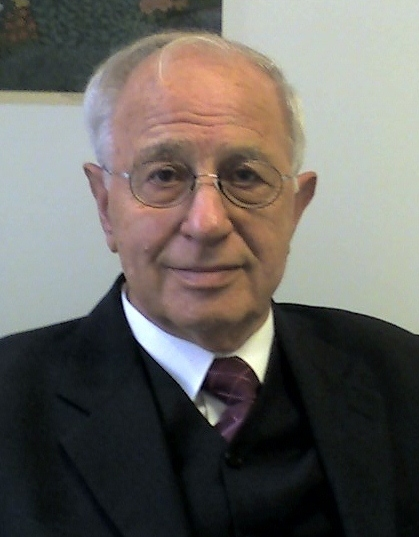
Giuseppe Farinelli

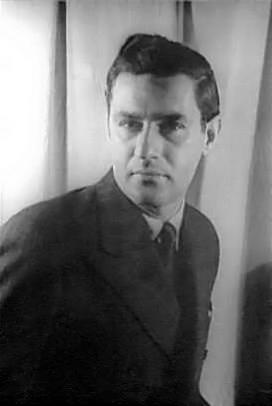
Gian Carlo Menotti

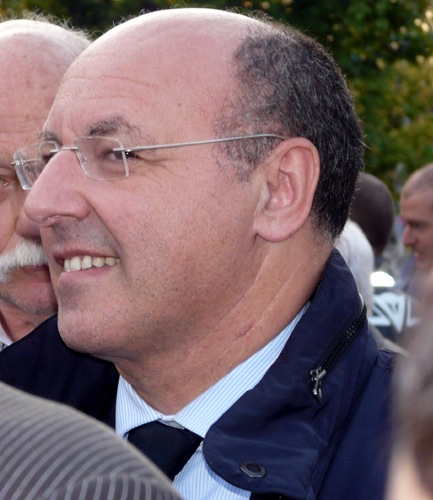
Giuseppe Marotta (2008)

Cadegliano-Viconago ist eine italienische Gemeinde (comune) in der Provinz Varese in der Region Lombardei.

## Geographie
Die Gemeinde liegt etwa 16 Kilometer nördlich von Varese und grenzt unmittelbar an den Schweizer Kanton Tessin. Die bedeckte eine Fläche von 10,25 km². Zu Cadegliano-Viconago gehören die Fraktionen Argentera, Avigno, Cadegliano, Pradaccio, Statale und Viconago. Nachbare Gemeinden sind: Cremenaga, Croglio, Cugliate-Fabiasco, Lavena Ponte Tresa, Marchirolo, Marzio, Monteggio und Montegrino Valtravaglia.

## Geschichte
Viconago war Teil des Lehens Val Travaglia, das 1438 von Filippo Maria Visconti an den Grafen Franchino Rusca vergeben wurde. Ab 1583 ging das Gebiet in den Besitz der Familie Marliani über, da es zum Lehen der Quattro Valli, einer Gruppe des Marchirolo-Tals, gehörte. Nach den Antworten auf die 45 Fragen von 1751 durch die II. Junta der Volkszählung war die Gemeinde Giovanni Emanuele Marliani als Lehnsherr unterstellt, an den sie jährlich 100 Lire und 16 kaiserliche Münzen sowie 75 Lire an Abgaben zahlte. Die Zuständigkeit lag beim feudalen Podestà mit Sitz in Luino, dessen Strafbank vereidigt wurde. Der Podestà erhielt jährlich 7 Lire und 10 kaiserliche Soldi. Zur Gemeinde Viconago gehörten auch andere kleine Gebiete, nämlich Doneda, Cadegliano Gaggio, Argentera, Avigno und Campagna di Sotto. Diese bildeten eine einzige Gemeinde unter dem Konsul von Viconago.
Viconago, das zur Pieve von Valtravaglia gehört, war mit außerordentlichen Kosten belastet worden. Daher bat er um die Anerkennung der Qualität des von der Pieve Valtravaglia getrennten Landes, wie aus einem Schreiben von Ludovico il Moro vom 14. Dezember 1495 hervorgeht, das durch ein weiteres Schreiben des Herzogs Francesco II. Sforza vom 24. November 1522 bestätigt wird. Die Erklärungen wurden später von Kaiser Karl VI. (HRR) bestätigt.
Die Gemeinschaft hatte keinen besonderen Rat. In allen Fällen wurde der Generalrat einberufen und seine Beschlüsse wurden vom Bürgermeister umgesetzt, der zum Zeitpunkt der Antworten der erste Gutachter, Paolo Trolli, war. Der Bürgermeister kümmerte sich um die Aufteilung der öffentlichen Lasten und alle anderen öffentlichen Interessen. Gegen eine Gebühr von 50 Lire pro Jahr fungierte er auch als Standesbeamter und verwahrte in seiner Wohnung die Unterlagen der Gemeinde. Die Gemeinde musste sich im Bedarfsfall an den Bürgermeister der Provinz wenden, der in Luino lebte.

## Bevölkerung
| Bevölkerungsentwicklung | Bevölkerungsentwicklung | Bevölkerungsentwicklung | Bevölkerungsentwicklung | Bevölkerungsentwicklung | Bevölkerungsentwicklung | Bevölkerungsentwicklung | Bevölkerungsentwicklung | Bevölkerungsentwicklung | Bevölkerungsentwicklung | Bevölkerungsentwicklung | Bevölkerungsentwicklung | Bevölkerungsentwicklung | Bevölkerungsentwicklung |
| ----------------------- | ----------------------- | ----------------------- | ----------------------- | ----------------------- | ----------------------- | ----------------------- | ----------------------- | ----------------------- | ----------------------- | ----------------------- | ----------------------- | ----------------------- | ----------------------- |
| Jahr                    | 1751                    | 1805                    | 1853                    | 1881                    | 1901                    | 1911                    | 1921                    | 1951                    | 1971                    | 1981                    | 2001                    | 2011                    | 2021                    |
| Einwohner               | 664                     | 788                     | *1193                   | 1311                    | *580                    | 544                     | 1327                    | 1609                    | 1753                    | 1783                    | 1774                    | 1867                    | 2153                    |

- 1809 Fusion mit Marchirolo
- 1911 wegen der vorübergehenden Abspaltung von Cadegliano

## Verkehr
Durch die Gemeinde führt die Staatsstraße 233 von Mailand zur Schweizer Grenze.

## Sehenswürdigkeiten
- Pfarrkirche San Giovanni Battista[2]
- Alte romanische Kirche Sant’Antonio abate mit Fresken des Malers Bartolomeo da Ponte Tresa (Anfang 16. Jahrhundert).[3][4]
- Altes Wohnhaus Andina (15. Jahrhundert) mit Ausschmückung aus Terrakotta im Platz Quattrocento.
- Altes Bürgerhaus[5]
- Villa Sommariva[6]
- Burgruine im Ortsteil Doneda[7]

## Persönlichkeiten
- Künstlerfamilie Amadio
  - Amadio da Milano eigentlich Amadio Amadei (um 1420–1483), Sohn von Antonio, italienischer Goldschmied und Medaillist[8]
  - Giovan Battista Amadio (* um 1445 in Viconago; † um 1500 in Mailand), Sohn des Amadio, Goldschmied[9][10]
  - Pietro Amadio (* um 1443 in Viconago; † um 1500 in Mailand), Sohn des Amadio, Goldschmied[10]
  - Ambrogio Amadio (* um 1510 in Viconago; † um 1500 in Mailand), Goldschmied[8]
- Giuseppe Farinelli (* 1935), Literaturhistoriker, Schriftsteller.
- Giuseppe Marotta (* 1957), Fußballmanager
- Gian Carlo Menotti (1911–2007), Musiker, Komponist